# Heidi Cruzová
Heidi Suzanne Cruzová (Cruz, rozená Nelson, 7. srpna 1972) je americká investiční manažerka ve společnosti Goldman Sachs výrazně spojená s vrcholnou americkou politikou. Je manželkou texaského senátora Teda Cruze, jednoho z kandidátů usilujících o nominaci Republikánské strany pro prezidentské volby v roce 2016.
Sama Cruzová pomáhala v předvolební kampani v roce 2000 pozdějšímu prezidentovi Georgeovi W. Bushovi, který ji následně zaměstnal ve své administrativě. V rámci práce v kampani se také seznámila s Tedem Cruzem, za kterého se vdala v roce 2001 a s kterým ma dvě dcery narozené v letech 2008 a 2011.